# Mercedes W13
Mercedes W13, официально Mercedes-AMG F1 W13 E Performance — гоночный автомобиль с открытыми колёсами для гонок Формулы-1, разработанный и построенный командой Mercedes AMG Petronas Formula One Team для участия в чемпионате мира Формулы-1 2022 года. Автомобиль пилотировали Льюис Хэмилтон и Джордж Расселл. На W13 была возвращена традиционная серебряная ливрея, после того, как W11 и W12 были окрашены в черный цвет в поддержку движения Black Lives Matter.

## Презентация и предсезонные испытания
Mercedes AMG F1 W13 был официально представлен на трассе в Сильверстоуне, а Хэмилтон и Расселл впервые вывели его на трассу 18 февраля 2022 года. Автомобиль принимал участие в предсезонных тестах на автодроме Барселона-Каталунья с 23 февраля по 25 февраля. В течение трёх дней испытаний автомобиль проехал 392 круга; в общей сложности 1832 км (1138 миль), что эквивалентно 6 гоночным дистанциям. Затем автомобиль принял участие во вторых предсезонных тестах на трассе «Сахир» в Бахрейне с 10 по 12 марта. За три дня испытаний автомобиль проехал 384 круга, в общей сложности 2078 км (1,291 миль), что эквивалентно 6,7 гоночным дистанциям. Оба теста показали, что автомобиль, казалось, страдал от проблем с управляемостью и балансом частично из-за чрезмерного граунд-эффекта, а Хэмилтон не верил в шансы команды на победу в первой гонке сезона. W13 претерпел значительные изменения с точки зрения дизайна. Этот дизайн использовался на протяжении всех тестов в Бахрейне и стал основным дизайном для команды. Первоначально цитировались слова руководителя команды Red Bull Кристиана Хорнера, что «дизайн не был в духе правил». Представитель Red Bull позже заявил, что это неверно, заявив, что «никаких официальных комментариев» от команды не было сделано.

## Результаты выступлений
| Легенда к таблице |                                                                    |
| --- | ------------------------------------------------------------------ |
| Расшифровка обозначений и цветов представлена в нижеследующей таблице. |                                                                    |
| \| Пример \| Описание \| \| ------------ \| ------------------------------------------------------------------ \| \| 1 \| Победитель \| \| 2 \| Второе место \| \| 3 \| Третье место \| \| 5 \| Финишировал, заработав очки \| \| Сход \| Не финишировал, но при этом заработал очки \| \| 12 \| Финишировал, не получив очков \| \| НКЛ \| Финишировал, но не попал в финальную классификацию \| \| 15 \| Участвовал вне зачёта, либо по отдельной классификации \| \| 18 \| Не финишировал, но попал в финальную классификацию \| \| Сход \| Не финишировал \| \| НКВ \| Не прошёл квалификацию \| \| НПКВ \| Не прошёл предквалификацию \| \| ДСК \| Дисквалифицирован \| \| ИСК \| Исключён из протокола соревнований \| \| ТТ \| Заявлен для участия только в тренировках \| \| НС \| Участвовал в квалификации, но не стартовал в гонке \| \| Т \| Травмирован или болен \| \| ОТК \| Отказ от участия \| \| НТР \| Прибыл на соревнования, но на трассу не выезжал \| \| НПР \| Был заявлен в числе участников, но не прибыл к началу соревнований \| \| О \| Соревнования отменены \| \| \| Не участвовал \| \| Поул-позиция \| \| \| Быстрый круг \| \| |                                                                    |
| Пример | Описание                                                           |
| 1 | Победитель                                                         |
| 2 | Второе место                                                       |
| 3 | Третье место                                                       |
| 5 | Финишировал, заработав очки                                        |
| Сход | Не финишировал, но при этом заработал очки                         |
| 12 | Финишировал, не получив очков                                      |
| НКЛ | Финишировал, но не попал в финальную классификацию                 |
| 15 | Участвовал вне зачёта, либо по отдельной классификации             |
| 18 | Не финишировал, но попал в финальную классификацию                 |
| Сход | Не финишировал                                                     |
| НКВ | Не прошёл квалификацию                                             |
| НПКВ | Не прошёл предквалификацию                                         |
| ДСК | Дисквалифицирован                                                  |
| ИСК | Исключён из протокола соревнований                                 |
| ТТ | Заявлен для участия только в тренировках                           |
| НС | Участвовал в квалификации, но не стартовал в гонке                 |
| Т | Травмирован или болен                                              |
| ОТК | Отказ от участия                                                   |
| НТР | Прибыл на соревнования, но на трассу не выезжал                    |
| НПР | Был заявлен в числе участников, но не прибыл к началу соревнований |
| О | Соревнования отменены                                              |
| | Не участвовал                                                      |
| Поул-позиция |                                                                    |
| Быстрый круг |                                                                    |

| Сезон     | Шасси        | Двигатель             | Ш | Гонщики        | 1   | 2   | 3   | 4   | 5   | 6   | 7   | 8   | 9   | 10   | 11  | 12  | 13  | 14   | 15  | 16  | 17  | 18  | 19  | 20  | 21  | 22  | Место | Очки |
| --------- | ------------ | --------------------- | - | -------------- | --- | --- | --- | --- | --- | --- | --- | --- | --- | ---- | --- | --- | --- | ---- | --- | --- | --- | --- | --- | --- | --- | --- | ----- | ---- |
| 2022      | Mercedes W13 | Mercedes-AMG F1 M13 E | P |                | БАХ | САУ | АВС | ЭМИ | МАЙ | ИСП | МОН | АЗЕ | КАН | ВЕЛ  | АВТ | ФРА | ВЕН | БЕЛ  | НИД | ИТА | СИН | ЯПО | США | МЕХ | САП | АБУ | 3     | 515  |
| 2022      | Mercedes W13 | Mercedes-AMG F1 M13 E | P | Льюис Хэмилтон | 3   | 10  | 4   | 13  | 6   | 5   | 8   | 4   | 3   | 3    | 3   | 2   | 2   | Сход | 4   | 5   | 9   | 5   | 2   | 2   | 2   | 18  | 3     | 515  |
| 2022      | Mercedes W13 | Mercedes-AMG F1 M13 E | P | Джордж Расселл | 4   | 5   | 3   | 4   | 5   | 3   | 5   | 3   | 4   | Сход | 4   | 3   | 3   | 4    | 2   | 3   | 14  | 8   | 5   | 4   | 1   | 5   | 3     | 515  |
| Источник: |              |                       |   |                |     |     |     |     |     |     |     |     |     |      |     |     |     |      |     |     |     |     |     |     |     |     |       |      |

### Комментарии
1. ↑  Получил дополнительное очко за восьмое место в спринте.
2. ↑  Получил дополнительные шесть очков за третье место в спринте.
3. ↑  Получил дополнительные пять очков за четвёртое место в спринте.
4. ↑  Получил дополнительные восемь очков за первое место в спринте.